# ماركوس راشفورد
ماركوس راشفورد (بالإنجليزية: Marcus Rashford) (مواليد 31 أكتوبر 1997) هو لاعب كرة قدم إنجليزي يلعب في مركز الهجوم مع نادي برشلونة على سبيل الإعارة من مانشستر يونايتد ويلعب أيضاً مع منتخب إنجلترا لكرة القدم.
انضم إلى مانشستر يونايتد عندما كان في سن السابعة، سجل هدفين في أول مشاركة له مع الفريق الأول ضد ميتييلاند في الدوري الأوروبي في فبراير 2016 وأول مشاركة له في الدوري الإنجليزي الممتاز ضد أرسنال بعد ثلاثة أيام. كما سجل في أول مباراة ديربي له في مانشستر، وأول مباراة له في كأس رابطة الأندية الإنجليزية المحترفة وأول مباراة له في دوري أبطال أوروبا. مع يونايتد، فاز راشفورد حتى الآن بكأس الاتحاد الإنجليزي وكأس رابطة الأندية الإنجليزية المحترفة ودرع الاتحاد الإنجليزي والدوري الأوروبي.
وعلى المستوى الدولي سجل راشفورد في أول مباراة له مع إنجلترا في مايو 2016، ليصبح أصغر لاعب إنجليزي يسجل في أول مباراة دولية له.
سجل راشفورد في أول مشاركة له مع إنجلترا في مايو 2016، ليصبح أصغر لاعب إنجليزي يسجل في أول مباراة دولية له مع المنتخب. لعب في بطولة أمم أوروبا 2016 كأصغر لاعب في البطولة، كما مثل إنجلترا في كأس العالم 2018.
كما يقوم راشفورد بحملات علنية حول قضايا التشرد وجوع الأطفال في المملكة المتحدة، وقد تمت الإشادة به لاستخدام منصته ليكون ناشطًا سياسيًا ودافعًا للتغيير المجتمعي. لجهوده، تم الاعتراف به كعضو في رتبة الإمبراطورية البريطانية في عام 2020.

## مسيرته الكروية

### مانشستر يونايتد

#### بدايته المبكرة
ولد راشفورد في ويثنشو، مانشستر، وهو من أصل كتيتي. بدأ راشفورد لعب كرة القدم مع فليتشر موس رينجرز في سن الخامسة وانضم إلى نظام الأكاديمية في مانشستر يونايتد عندما كان في سن السابعة.

#### موسم 2015–16
تم ضم راشفورد لمقاعد الاحتياط للفريق الأول للمرة الأولى في 21 نوفمبر 2015 من قبل المدرب لويس فان خال لمباراة في الدوري الإنجليزي ضد واتفورد، والتي فاز بها مانشستر يونايتد 2–1. في 25 فبراير 2016، تم ضم راشفورد لصفوف مانشستر يونايتد في الدوري الأوروبي في دور الـ 32، في مباراة الإياب ضد ميتييلاند بعد إصابة أنتوني مارسيال في التدريبات. سجل راشفورد هدفين في أول مباراة له مع الفريق الأول في مباراة الفوز 5–1. أهداف راشفورد جعلته أصغر لاعب يسجل لمانشستر يونايتد في المسابقة الأوروبية، بعد كسره للرقم القياسي الذي كان يحمله جورج بست في السابق. شارك راشفورد في مباراته الأولى في الدوري الممتاز ضد أرسنال بعد ثلاثة أيام. سجل مرة أخرى هدفين وصنع هدف في مباراة الفوز 3–2، مما يجعله ثالث أصغر هداف لليونايتد في تاريخ الدوري الإنجليزي بعد فيديريكو ماكيدا وداني ويلبيك. في 20 مارس 2016، سجل راشفورد الهدف الوحيد في مباراة ديربي مانشستر، ليحقق لفريقه أول فوز خارج ملعبه على مانشستر سيتي منذ عام 2012. بعمر الـ18 عام و141 يوم، أصبح راشفورد أصغر هداف في ديربي مانشستر في عصر الدوري الإنجليزي الممتاز.
اختتم الموسم برصيد 8 أهداف في 18 مباراة، على الرغم من أن ظهوره الأول كان في فبراير، بالإضافة إلى فوزه بجائزة جيمي مورفي لأفضل لاعب شاب في العام. في 30 مايو، وقع راشفورد عقدًا جديدًا مع اليونايتد، يبقيه في النادي حتى عام 2020، مع خيار تمديده لمدة عام إضافي.

#### موسم 2016–17
وبالنسبة للموسم الجديد، الذي حصل فيه على مقعد في التشكيلة الأساسية، حصل راشفورد على الرقم 19 من قبل المدرب الجديد جوزيه مورينيو. سجل راشفورد هدفه الأول في هذا الموسم في 27 أغسطس 2016 ضد هال سيتي بطريقة رائعة، وسجل الهدف في الدقيقة الثانية من الوقت بدل الضائع بعد دخوله كبديل لخوان ماتا في الدقيقة 71. وفي 24 أكتوبر، احتل المركز الثاني البرتغالي ريناتو سانشيز في جائزة الفتى الذهبي لأفضل لاعب في أوروبا تحت سن 21. في 24 مايو شارك في نهائي الدوري الأوروبي كلاعب أساسي ضد الفريق الهولندي أياكس، وفاز مانشستر يونايتد 2–0 وبالتالي فازت باللقب الرابع في مسيرته والأول الأوروبي.
بسبب التوقيع مع زلاتان إبراهيموفيتش، قضى راشفورد غالبية الموسم كجناح. لعب مباريات خلال الموسم أكثر من أي لاعب في اليونايتد، حيث لعب 53 مباراة وسجل 11 هدف.

#### موسم 2017–18

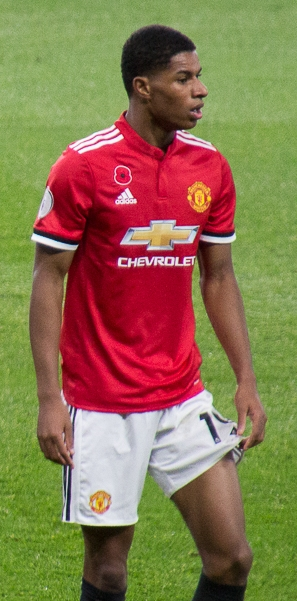
راشفورد يلعب مع مانشستر يونايتد في 2017.

لعب راشفورد أول مباراة في موسمه الثاني الكامل في 8 أغسطس 2017 ضد ريال مدريد في كأس السوبر الأوروبي كلاعب بديل في الدقيقة 46 في مباراة الهزيمة 2–1. وشارك في أول مباراة له كأساسي في مباراة الفوز 4–0 على وست هام بعد خمسة أيام في 13 أغسطس، وصنع هدف الافاتتاح لروميلو لوكاكو. سجل راشفورد هدفه الأول في هذا الموسم في 26 أغسطس، في مباراة الفوز 2–0 على ليستر سيتي، بعد ثلاث دقائق من دخوله كبديل. في 12 سبتمبر، سجل راشفورد هدف ضد بازل في أول مشاركة له في دوري أبطال أوروبا، وكان الهدف الثالث في مباراة الفوز 3–0، ليسجل في المسابقة السادسة في أول مشاركلة له. في 23 أكتوبر، احتل راشفورد المركز الثالث في جائزة الفتى الذهبي 2017 خلف الفائز كيليان مبابي وعثمان ديمبيلي. بحلول 28 أكتوبر، ساهم راشفورد في 12 هدف في 16 مباراة، بتسجيله لسبعة أهداف وصناعته لخمس تمريرات حاسمة. في 10 مارس 2018، سجل راشفورد هدفي الفوز لمانشستر في المباراة التي أنتهت بنتيجة 2–1 على الغريم التقليدي ليفربول.

#### موسم 2018–19
في أغسطس 2018، قبل بداية موسم 2018–19، تم إعطاء راشفورد رقم 10، بعد خروج زلاتان إبراهيموفيتش من النادي.
سجل راشفورد هدفه الأول في الموسم في 29 سبتمبر، حيث كان الهدف الوحيد لفريقه في مباراة الخسارة بنتيجة 3–1 أمام وست هام يونايتد. في 3 نوفمبر 2018، سجل مرة أخرى، وصنع هدف الفوز 2–1 على بورنموث. في 1 ديسمبر، صنع راشفورد هدفي اليونايتد في مباراة التعادل 2–2 أمام ساوثهامبتون. السبت التالي ضد فولهام صنع هدفين وسجل الهدف الأخير في مباراة الفوز 4–1. في 12 ديسمبر دخل راشفورد في الدقيقة 57 بديلاً للاعب خط الوسط البرازيلي فريد وسجل هدف في الدقيقة 87، وأنتهت المباراة بالخسارة 2–1 أمام فالنسيا في المباراة الأخيرة في مرحلة المجموعات من دوري أبطال أوروبا. في 22 ديسمبر، سجل راشفورد في الدقيقة الثالثة في مباراة يونايتد الأولى تحت قيادة أوله غونار سولشار، حيث تغلب يونايتد على كارديف سيتي 5–1. في 30 ديسمبر، سجل راشفورد هدف ضد بورنموث مرة أخرى في مباراته الأخيرة في عام 2018. كما صنع الهدف الأول في مباراة فوز فريقه 4–1. خلال أول مباراة لمانشستر يونايتد في عام 2019، صنع راشفورد هدف يونايتد الأول من ركلة حرة وسجل الهدف الثاني في مباراة الفوز 2–0 على نيوكاسل يونايتد. في 13 يناير ، سجل راشفورد هدف الفوز ضد توتنهام هوتسبير . في 19 يناير ، سجل راشفورد الهدف الثاني ضد برايتون أند هوف ألبيون مما ساعد فريقه على الفوز 2-1 . في 3 فبراير، سجل راشفورد هدف الفوز ضد ليستر سيتي 1-0 . في 12 فبراير ، صنع راشفورد الهدف الثاني لبول بوغبا في الإنتصار 2-0 في كأس الإتحاد الإنجليزي. في 6 مارس ، وفي إياب دور الستة عشر ، سجل راشفورد ركلة جزاء في الدقيقة 4+90 ليحقق مانشستر يونايتد ريمونتادا ضد باريس سان جيرمان ويتأهل لربع النهائي بقاعدة الهدف خارج الأرض . 2 أبريل، سجل راشفورد الهدف الوحيد لفريقه في الخسارة ضد وولفرهامبتون واندررز 2-1 وخروجهم من ربع نهائي كأس الإتحاد الإنجليزي . في 30 مارس ، سجل راشفورد الهدف الأول في الفوز 2-1 ضد نادي واتفورد . أنهى راشفورد موسم 2018-19 حيث شارك في 47 مباراة و سجل 13 هدفاً بواقع 10 في الدوري و 2 في دوري أبطال أوروبا و 1 في كأس الإتحاد الإنجليزي و صنع 7 أهداف ، 6 منها في الدوري و 1 في الكأس .

## مسيرته الدولية
أدّى أداء راشفورد في أول موسم كبير له إلى دعوته لتمثيل إنجلترا في بطولة أمم أوروبا 2016. استبعد نيكي بات مدرب أكاديمية مانشستر يونايتد هذه الدعوات، واصفاً إياها بكونها سابقة لأوانها وربما ضارة بتطور اللاعب. ومع ذلك، في 16 مايو، تم ضم راشفورد في الفريق التمهيدي المكون من 26 لاعباً للبطولة من قبل المدرب روي هودسون. وأصبح جزءًا من تشكيلة منتخب إنجلترا في عام 2016 بعد أقل من أربعة أشهر من لعبه لأول مباراة له مع مانشستر يونايتد. في 27 مايو، شارك كأساسي في المباراة الودية ضد أستراليا في ملعب دا لوز، وسجل الهدف الافتتاحي في مباراة الفوز 2–1 بعد ثلاث دقائق، ليصبح أصغر إنجليزي يسجل في أول مباراة دولية له، وثالث أصغر لاعب عموما. كان أصغر لاعب سجل في السابق هو تومي لاوتون في عام 1938.

### يورو 2016
في 16 يونيو، دخل كبديل لآدم لالانا في الدقيقة 73 من مباراة فوز إنجلترا 2–1 على ويلز في بطولة أمم أوروبا 2016، ليشارك في أول مباراة له في البطولة وكان يبلغ من العمر وقتها 18 عام و 229 يوم، ليصبح أصغر لاعب بالتاريخ يمثل إنجلترا في بطولات أوروبية. كسر الرقم الذي كان بحوزة واين روني في بطولة أمم أوروبا 2004 بأربعة أيام. بعد 11 يوم، وعندما أقصت إنجلترا 2–1 من آيسلندا في دور الـ16 في نيس، شارك راشفورد كبديل في الدقائق الأربع الأخيرة وتمكن من مراوغة ثلاثة من المنافسين، مما جعله الأفضل في هذه الإحصائية للفريق بأكمله في تلك المباراة.

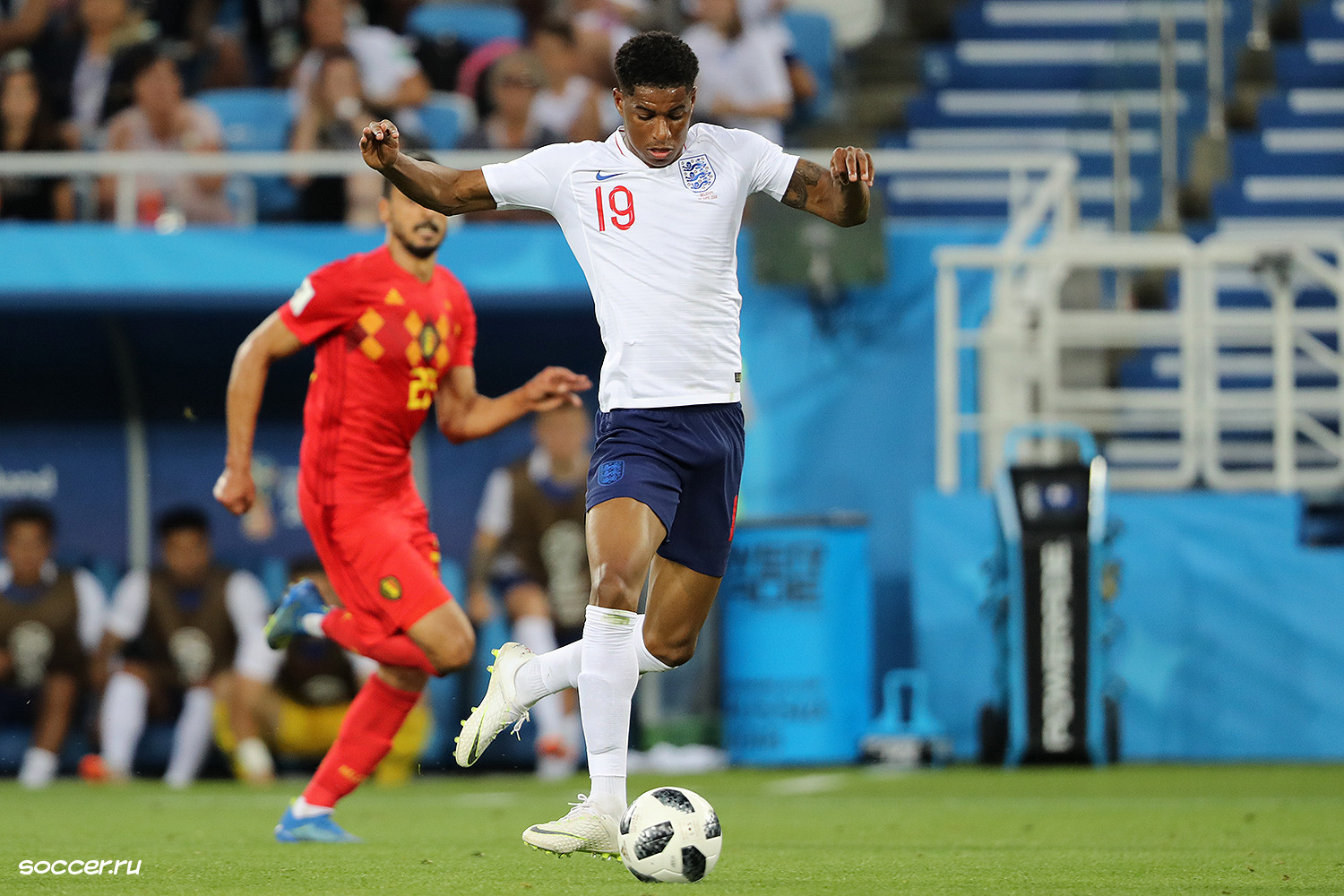
راشفورد يلعب مع إنجلترا في كأس العالم 2018.

### كأس العالم 2018
سجل راشفورد أول أهدافه في مسابقة رسمية للمنتخب الأول في 4 سبتمبر 2017، في مباراة الفوز على سلوفاكيا 2–1 ليضمن منتخبه التأهل إلى كأس العالم 2018. تم ضمه للمنتخب الإنجليزي المكون من 23 لاعباً للمشاركة في كأس العالم 2018.
شارك راشفورد كأساسي في البطولة مرة واحدة، وكانت ضد بلجيكا، بالإضافة إلى خمسة مشاركات أخرى كبديل (في جميع المباريات باستثناء مباراة بنما). أنهى منتخبه البطولة في المركز الرابع – أفضل مركز للمنتخب منذ عام 1990.

### دوري الأمم الأوروبية 2018–19
في 8 سبتمبر 2018، سجل راشفورد على ملعب ويمبلي في المباراة الافتتاحية لمنتخب إنجلترا في دوري الأمم ضد إسبانيا، حيث خسر 2–1. بعد ثلاثة أيام، سجل راشورد هدف في مباراة ودية ضد سويسرا (1–0). في توقف أكتوبر الدولي، تم اختيار راشفورد لتشكيلة المنتخب في دوري الأمم من أجل اللعب أمام كرواتيا، حيث أنتهت المباراة بالتعادل السلبي. في وقت لاحق من ذلك الأسبوع، سجل هدف وصنع آخر في مباراة الفوز 3–2 ضد إسبانيا. لعب راشفورد في مباراة إنجلترا الأخيرة في دوري الأمم، حيث فاز منتخبه 2–1 على كرواتيا. هذا الفوز جعل إنجلترا تتصدر مجموعتها وتتأهل لنهائيات دوري الأمم في يونيو 2019.
يورو 2020
اختير راشفورد ضمن القائمة المستدعاة لخوض يورو 2020 الذي تم تأجيله إلى صيف 2021 بسبب فيروس كورونا . في المباراة الأولى ، دخل راشفورد بديلاً لفيل فودين في الدقيقة 71 في الانتصار 1-0 ضد كرواتيا. في الجولة الثانية شارك راشفورد بدلاً عن هاري كين في الدقيقة 74 في التعادل السلبي 0-0 ضد اسكتلندا. في مباراة التشيك دخل راشفورد محل صاحب الهدف رحيم ستيرلينغ وانتهت المباراة بفوز إنجلترا 1-0 . جلس راشفورد على دكة البدلاء في الفوز 2-0 على ألمانيا . في ربع النهائي ضد أوكرانيا ، نزل راشفورد محل رحيم ستيرلينغ في الدقيقة 65 ، وانتهت المباراة بالإننتصار برباعية نظيفة. في نصف النهائي فازت إنجلترا على الدنمارك في الأشواط الإضافية 2-1 ، ولم يشارك راشفورد في أي دقيقة من اللقاء . في النهائي ضد إيطاليا ، أشرك غاريث ساوثغيت راشفورد مع جيدون سانشو في الدقيقة 120 ، بعد التعادل 1-1 ذهبت المباراة لركلات الترجيح.تقدم راشفورد لتسديد ركلة الجزاء الثالثة وكانت النتجية 2-2 (1-1) ، فقام بإهدارها وتلاه أيضاً كلاً من جيدون سانشو وبوكايو ساكا اللذان أهدرا ركلتهما ، فتسبّبوا بخسارة إنجلترا للنهائي ضد إيطاليا بنتيجة 3-2 في ركلات الترجيح. تعرّض راشفورد لحملة عنصرية كبيرة عقب إهداره ركلة الترجيح ضد إيطاليا .
كأس العالم 2022
تم استدعاء راشفورد للمشاركة في نهائيات كأس العالم المقامة في قطر. سجل راشفورد الهدف الخامس في الفوز الكاسح ضد إيران 6-2 بعد تمريرة من هاري كين ، ويعتبر هذا أول هدف لراشفورد في بطولة كأس العالم . دخل راشفورد بدلاً من بوكايو ساكا في الدقيقة 78 في التعادل السلبي 0-0 ضد أمريكا . في الجولة الثالثة ضد ويلز ، سجل راشفورد ثنائية من ضمنها ركلة حرة رائعة في شباك الحارس الويلزي دانيال وارد . في دور الستة عشر، دخل راشفورد محل بوكايو ساكا في الدقيقة 65 في الفوز 3-0 ضد السنغال . شارك راشفورد بدلاً عن فيل فودين في الدقيقة 85 في الخسارة ضد فرنسا 2-1 ، وبذلك تنتهي رحلة إنجلترا في دور ربع النهائي و تكون حصيلة راشفورد ثلاثة أهداف .
دوري الأمم الأوروبية 22-23
لم يتم استدعاء راشفورد في أي من المباريات الستة التي لعبتها إنجلترا ، واحتلت إنجلترا المركز الأخير في مجموعة ضمت ألمانيا و إيطاليا و هنغاريا .
يورو 2024
تم استبعاد راشفورد من القائمة النهائية المكونة من 26 لاعب لخوض اليورو . وصلت إنجلترا في هذه النسخة إلى النهائي و لكنها خسرت اللقب ضد إسبانيا 2-1 .

## الإحصائيات

### النادي
آخر تحديث 13 ديسمبر 2024.
| النادي          | الموسم   | الدوري           | الدوري | الدوري  | كأس الاتحاد الإنجليزي | كأس الاتحاد الإنجليزي | كأس الرابطة | كأس الرابطة | أوروبا | أوروبا  | أخرى   | أخرى    | المجموع | المجموع |
| النادي          | الموسم   | الدرجة           | الظهور | الأهداف | الظهور                | الأهداف               | الظهور      | الأهداف     | الظهور | الأهداف | الظهور | الأهداف | الظهور  | الأهداف |
| --------------- | -------- | ---------------- | ------ | ------- | --------------------- | --------------------- | ----------- | ----------- | ------ | ------- | ------ | ------- | ------- | ------- |
| مانشستر يونايتد | 2015–16  | الدوري الإنجليزي | 11     | 5       | 4                     | 1                     | 0           | 0           | 3      | 2       | —      | —       | 18      | 8       |
| مانشستر يونايتد | 2016–17  | الدوري الإنجليزي | 32     | 5       | 3                     | 3                     | 6           | 1           | 11     | 2       | 1      | 0       | 53      | 11      |
| مانشستر يونايتد | 2017–18  | الدوري الإنجليزي | 35     | 7       | 5                     | 1                     | 3           | 2           | 8      | 3       | 1      | 0       | 52      | 13      |
| مانشستر يونايتد | 2018–19  | الدوري الإنجليزي | 33     | 10      | 4                     | 1                     | 0           | 0           | 10     | 2       | —      | —       | 47      | 13      |
| مانشستر يونايتد | 2019–20  | الدوري الإنجليزي | 31     | 17      | 4                     | 0                     | 3           | 4           | 6      | 1       | —      | —       | 44      | 22      |
| مانشستر يونايتد | 2020–21  | الدوري الإنجليزي | 37     | 11      | 3                     | 1                     | 4           | 1           | 13     | 8       | —      | —       | 57      | 21      |
| مانشستر يونايتد | 2021–22  | الدوري الإنجليزي | 25     | 4       | 2                     | 0                     | 0           | 0           | 5      | 1       | —      | —       | 32      | 5       |
| مانشستر يونايتد | 2022–23  | الدوري الإنجليزي | 35     | 17      | 6                     | 1                     | 6           | 6           | 9      | 6       | —      | —       | 56      | 30      |
| مانشستر يونايتد | 2023–24  | الدوري الإنجليزي | 33     | 7       | 5                     | 1                     | 1           | 0           | 4      | 0       | —      | —       | 43      | 8       |
| مانشستر يونايتد | 2024–25  | الدوري الإنجليزي | 15     | 4       | 0                     | 0                     | 2           | 2           | 6      | 1       | 1      | 0       | 24      | 7       |
| الإجمالي        | الإجمالي | الإجمالي         | 287    | 87      | 36                    | 9                     | 25          | 16          | 75     | 26      | 3      | 0       | 426     | 138     |

1. 1 2 3 4 5  المباريات في الدوري الأوروبي
2. ↑  المباريات في درع الاتحاد الإنجليزي
3. 1 2 3 4  المباريات في دوري أبطال أوروبا
4. ↑  المباريات في كأس السوبر الأوروبي
5. ↑  ست مباريات وستة أهداف في دوري أبطال أوروبا، وسبع مباريات وهدفين في الدوري الأوروبي

### المنتخب
آخر تحديث 14 أكتوبر 2020.
| المنتخب الوطني | العام   | الظهور | الأهداف |
| -------------- | ------- | ------ | ------- |
| إنجلترا        | 2016    | 6      | 1       |
| إنجلترا        | 2017    | 9      | 1       |
| إنجلترا        | 2018    | 16     | 4       |
| إنجلترا        | 2019    | 7      | 4       |
| إنجلترا        | 2020    | 2      | 1       |
| المجموع        | المجموع | 40     | 11      |

اعتبارًا من أخر مباراة لعبها في 14 أكتوبر 2020. قائمة الأهداف والنتائج مع منتخب إنجلترا الأول.
| #  | التاريخ        | المكان                                    | المباراة | الخصم        | الهدف | النتيجة      | المسابقة                          | م.     |
| -- | -------------- | ----------------------------------------- | -------- | ------------ | ----- | ------------ | --------------------------------- | ------ |
| 1  | 27 مايو 2016   | ملعب الضوء، سندرلاند، إنجلترا             | 1        | أستراليا     | 1–0   | 2–1          | ودية                              | [ 65 ] |
| 2  | 4 سبتمبر 2017  | ملعب ويمبلي، لندن، إنجلترا                | 11       | سلوفاكيا     | 2–1   | 2–1          | تصفيات كأس العالم 2018            | [ 66 ] |
| 3  | 7 يونيو 2018   | إيلاند رود، ليدز، إنجلترا                 | 19       | كوستاريكا    | 1–0   | 2–0          | ودية                              | [ 67 ] |
| 4  | 8 سبتمبر 2018  | ملعب ويمبلي، لندن، إنجلترا                | 26       | إسبانيا      | 1–0   | 1–2          | دوري الأمم الأوروبية 2018–19 أ    | [ 68 ] |
| 5  | 11 سبتمبر 2018 | ملعب كينغ باور، ليستر، إنجلترا            | 27       | سويسرا       | 1–0   | 1–0          | ودية                              | [ 69 ] |
| 6  | 15 أكتوبر 2018 | ملعب بينيتو فيامارين، إشبيلية، إسبانيا    | 29       | إسبانيا      | 2–0   | 3–2          | دوري الأمم الأوروبية 2018–19 أ    | [ 70 ] |
| 7  | 6 يونيو 2019   | ملعب د. أفونسو هنريكيس، غيماراس، البرتغال | 32       | هولندا       | 1–0   | 1–3 (ب.و.إ.) | نهائيات دوري الأمم الأوروبية 2019 | [ 71 ] |
| 8  | 14 أكتوبر 2019 | ملعب فاسيل ليفسكي الوطني، صوفيا، بلغاريا  | 36       | بلغاريا      | 1–0   | 6–0          | تصفيات بطولة أمم أوروبا 2020      | [ 72 ] |
| 9  | 14 نوفمبر 2019 | ملعب ويمبلي، لندن، إنجلترا                | 37       | الجبل الأسود | 4–0   | 7–0          | تصفيات بطولة أمم أوروبا 2020      | [ 73 ] |
| 10 | 17 نوفمبر 2019 | ملعب فاضل فوكري، بريشتينا، كوسوفو         | 38       | كوسوفو       | 3–0   | 4–0          | تصفيات بطولة أمم أوروبا 2020      | [ 74 ] |
| 11 | 11 أكتوبر 2020 | ملعب ويمبلي، لندن، إنجلترا                | 39       | بلجيكا       | 1–1   | 2–1          | دوري الأمم الأوروبية 2020–21 أ    | [ 75 ] |

## الإنجازات

### النادي
مانشستر يونايتد
- كأس الاتحاد الإنجليزي (1): 2015–16[76]
- كأس رابطة الأندية الإنجليزية المحترفة (2): 2016–17، 2022–23[77]
- درع المجتمع الإنجليزي (1): 2016[78]
- الدوري الأوروبي (1): 2016–17[79]

### المنتخب
إنجلترا
- كأس العالم المركز الرابع: 2018[80]

### الفردية
- جائزة جيمي مورفي لأفضل لاعب شاب في السنة: 2015–16[14]
- لاعب الشهر في الدوري الإنجليزي الممتاز: يناير 2019[81]
- لاعب الشهر من جماهير في اتحاد لاعبي كرة القدم المحترفين: ديسمبر 2019[82]
- جائزة أكاديمية الدوري الممتاز للخريجين للعام: 2019–20[83]
- جائزة بطل المجتمع من اتحاد لاعبي كرة القدم المحترفين: 2019–20[84]
- تشكيلة الموسم في الدوري الأوروبي: 2019–20[85]
- جائزة الجدارة من اتحاد لاعبي كرة القدم المحترفين: 2020[86]
- أفضل هدف في مانشستر يونايتد لهذا الموسم: 2019–20[87]

الأوسمة والجوائز الخاصة
- رتبة الإمبراطورية البريطانية: 2020[88]
- أفضل مناضل للعام لفئة رجال في عام 2020 في جي كيو

## وصلات خارجية
- ماركوس راشفورد على موقع الاتحاد الدولي (مؤرشف)  (الإنجليزية)
- ماركوس راشفورد على موقع الاتحاد الأوربي (الإنجليزية)
- ماركوس راشفورد على موقع إي إس بي إن إف سي (الإنجليزية)
- ماركوس راشفورد على موقع قاعدة بيانات كرة القدم.إي يو (الإنجليزية)
- ماركوس راشفورد على موقع ليكيب (الفرنسية)
- ماركوس راشفورد على موقع ناشيونال فوتبول تيمز (الإنجليزية)
- ماركوس راشفورد على موقع Soccerbase.com (لاعب) (الإنجليزية)
- ماركوس راشفورد على موقع Soccerway.com (الإنجليزية)
- ماركوس راشفورد على موقع عالم كرة القدم.نت (الإنجليزية)
- ماركوس راشفورد على موقع كووورة